# 阿尔门托
阿尔门托（義大利語：Armento），是意大利波坦察省的一个市镇。总面积58.4平方公里，人口701人，人口密度12.0人/平方公里（2009年）。ISTAT代码为076005。